# Saxifraga heteroclada
Saxifraga heteroclada är en stenbräckeväxtart som beskrevs av H. Sm.. Saxifraga heteroclada ingår i Bräckesläktet som ingår i familjen stenbräckeväxter. Utöver nominatformen finns också underarten S. h. aurantia.